# Jason Lee
Jason Michael Lee (* 25. dubna 1970 Orange County, Kalifornie, USA) je americký skateboardista a herec, známý především jako hlavní postava v Jmenuju se Earl. Stal se známým také svým účinkováním Alvin a Chipmunkové.
Hrál i menší vedlejší roli ve filmu Táta na plný úvazek.

## Život

### Dětství
Narodil se v Orange ve státě Kalifornie. Už od dětství se věnoval skateboardingu.

### Kariéra
Lee se studoval na Ocean View High Shool v Kalifornii. Studium však nedokončil a se začal věnovat skateboardingu. Spolupracoval například i se skateboardingovou legendou, Tony Hawkem.
Zpočátku své herecké kariéry se věnoval skateovým videím a menším rolím. Průlom přišel až s filmem Flákači, kde si zahrál hlavní roli v režii Kevina Smithe. Při točení tohoto filmu se i velmi spřátelili. Jason se dokonce stal kmotrem Kevinovy dcery Harley a začali spolupracovat na dalších projektech. Ve většině z nich už nehrál hlavní roli. Hrál například v Hledám Amy (1997), nebo ve filmové adaptaci podle románu Stephena Kinga Pavučina snů (2003).

## Filmografie

### Film
| Rok  | Název                              | Role                          | Poznámky                    |
| ---- | ---------------------------------- | ----------------------------- | --------------------------- |
| 1991 | Video Days                         |                               |                             |
| 1993 | Mi Vida Loca                       | teenager kupující drogy       |                             |
| 1994 | Chance and Things                  | taneční instruktor v televizi |                             |
| 1995 | Flákači                            | Brodie Bruce                  |                             |
| 1996 | Drawing Flies                      | Donner                        |                             |
| 1997 | A Better Place                     | Dennis Pepper                 |                             |
| 1997 | Hledám Amy                         | Banky Edwards                 |                             |
| 1998 | Nepřítel státu                     | Daniel Zavitz                 |                             |
| 1998 | Prátelé                            | Jay Murphy                    |                             |
| 1998 | Pod pokličkou                      | Loren Collins                 |                             |
| 1999 | Dogma                              | Azrael                        |                             |
| 1999 | Úspěšný Mumford                    | Skip Skipperton               |                             |
| 2000 | Na pokraji slávy                   | Jeff Bebe                     |                             |
| 2001 | Jay a Mlčenlivej Bob vrací úder    | Brodie Bruce / Banky Edwards  |                             |
| 2001 | Před svatbou ne!                   | Jack Withrowe                 |                             |
| 2001 | Vanilkové nebe                     | Brian Shelby                  |                             |
| 2002 | Velký průšvih                      | Puggy                         |                             |
| 2002 | Zloději z Harvardu                 | John Plummer                  |                             |
| 2003 | Líbí se mi co děláš                | Larry Hortense                |                             |
| 2003 | Mužská záležitost                  | Paul                          |                             |
| 2003 | Pavučina snů                       | Beaver                        |                             |
| 2004 | Táta na plný úvazek                |                               |                             |
| 2004 | Úžasňákovi                         | Buddy Pine / Syndrom (hlas)   |                             |
| 2005 | Jack-Jack útočí                    | Buddy Pine / Syndrom (hlas)   |                             |
| 2005 | Ostrov samoty                      | Gray                          |                             |
| 2005 | Sexy mrtvola                       | Frank                         |                             |
| 2006 | Clerks II: Muži za pultem          | Lance Dowds                   |                             |
| 2006 | V tom domě straší                  | Bones (hlas)                  |                             |
| 2007 | Alvin a Chipmunkové                | David Seville                 |                             |
| 2007 | Superpes                           | Shoeshine / Superpes (hlas)   |                             |
| 2009 | Alvin a Chipmunkové 2              | David Seville                 |                             |
| 2010 | Poldové                            | Roy                           |                             |
| 2010 | Kolumbovo náměstí                  | Charlie                       |                             |
| 2011 | Alvin a Chipmunkové 3              | David Seville                 |                             |
| 2011 | The Other Side                     | Mortimer Flybait (hlas)       |                             |
| 2011 | Noah                               | Japheth (hlas)                |                             |
| 2014 | Behaving Badly                     | otec Krumins                  |                             |
| 2014 | Tell                               | Ray                           |                             |
| 2015 | Alvin a Chipmunkové: Čiperná jízda | David Seville                 |                             |
| 2017 | The Best Fish Hooks Of All         | Steve Jackson (hlas)          |                             |
| 2017 | Growing Up Smith                   | Butch Brunner                 |                             |
| 2019 | Jay a mlčenlivý Bob: Přeprc        | Brodie Bruce                  |                             |
| TBA  | Diamond                            | Billy Curtis                  | také producent a scenárista |

### Televize
| Rok        | Název                    | Role                 | Poznámky                    |
| ---------- | ------------------------ | -------------------- | --------------------------- |
| 1997       | Zbraň davového šílenství | Phillip Messenger    | TV film                     |
| 2005–2009  | Jmenuju se Earl          | Earl Hickey          | hlavní role, také producent |
| 2006       | Americký táta            | strážník Bays (hlas) | díl: „Rough Trade“          |
| 2010–2011  | Memphis Beat             | Dwight Hendricks     | 20 dílů                     |
| 2011       | Up All Night             | Kevin                | 7 dílů                      |
| 2010–2013  | Vychovávat Hope          | Smokey Floyd         | 3 díly                      |
| 2013       | Muži sobě                | Donnie               | díl: „Tyler the Pioneer“    |
| 2015       | Cocked                   | Grady Paxson         | 1 díl                       |
| 2015       | Labutí píseň             | Jack Peterson        | TV film                     |
| 2015–dosud | We Bare Bears            | Charlie (hlas)       |                             |